# Trabrennplatzrede

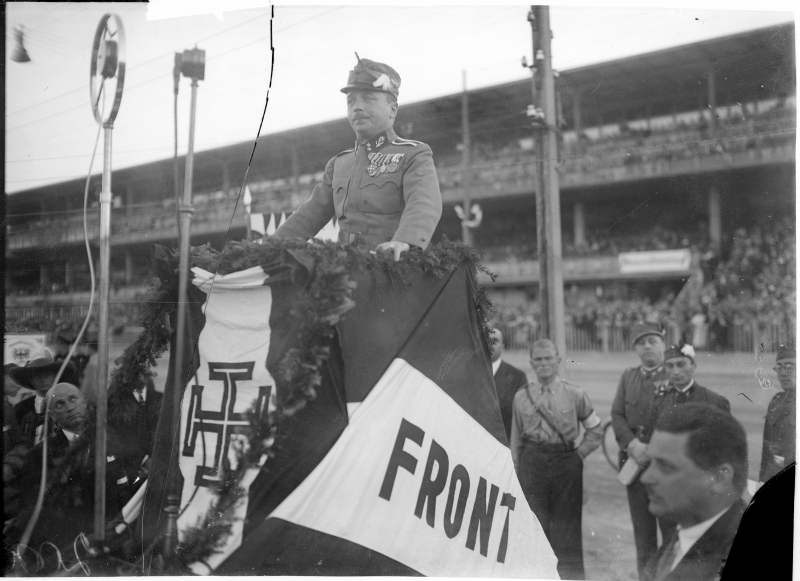
Dollfuß am Rednerpult

Die Trabrennplatzrede war eine am 11. September 1933 gehaltene programmatische Rede des österreichischen Bundeskanzlers Engelbert Dollfuß. Darin bekundete er seine Ablehnung von Parteienherrschaft und Parlamentarismus und skizzierte, nach welchen Prinzipien der Umbau des politischen Systems zum angestrebten Ständestaat geschehen sollte.

## Vorgeschichte
Nach der sogenannten Selbstausschaltung des Parlaments im März 1933 regierte die Regierung Dollfuß autoritär mit Hilfe des Kriegswirtschaftlichen Ermächtigungsgesetzes. Während viele seiner christlichsozialen Parteikollegen den Ausschluss der Sozialdemokratischen Arbeiterpartei aus dem Parlament dazu nutzen wollten, die Sozialdemokraten zur Zustimmung zu einer neuen Verfassungsreform zu zwingen, strebte Dollfuß eine grundsätzlichere Neuformulierung der Politik an und versuchte eine Rückkehr zur „Formaldemokratie“ zu verhindern. Als Sammelbewegung für alle „vaterlandstreuen“ Österreicher war inzwischen die Vaterländische Front (VF) ins Leben gerufen worden, die im Sommer 1933 einen rasanten Mitgliederzuwachs verzeichnete.
Von 7. bis 12. September 1933 fand in Wien der erste allgemeine deutsche Katholikentag statt. Dollfuß nutzte die Anwesenheit so vieler Menschen aus den Bundesländern, um das Programm der neuen Bewegung zu verkünden. Daher wurde für den 11. September auf dem Wiener Trabrennplatz der erste Generalappell der Vaterländischen Front angesetzt.

## Der Rahmen der Kundgebung

Die Fahne der Vaterländischen Front, wie sie am 11. September 1933 erstmals zu sehen war

Die Veranstaltung hatte einen militärischen Charakter, die teilnehmenden Organisationen traten, teilweise von Musikkapellen und Fahnenträgern angeführt, in geschlossenen Zügen an und bildeten auf dem Rasen lange Kolonnen. Es war eine bunte Vielzahl von Uniformen verschiedener Verbände zu sehen. Vertreten waren etwa die Ostmärkischen Sturmscharen, der Österreichische Heimatschutz, die Wehrturner, die Frontkämpfervereinigung, Tiroler Schützen und Chargierte des Cartellverbands. Über dem Platz kreisten Flugzeuge des Freiwilligen Vaterländischen Fliegerkorps.
Der Beginn der Feier war für 17:00 Uhr angesetzt, doch waren zu diesem Zeitpunkt noch lange nicht alle Teilnehmer auf dem Platz. Laut einem Bericht in der Neuen Freien Presse fanden sich über 29.000 Teilnehmer ein, andere Quellen sprachen von über 30.000. Aus Platzgründen nahmen die zivilen Formationen der Wiener VF nicht teil, für sie wurde im Oktober eine eigene Parade angesetzt.
Um 17:30 ertönte die Bundeshymne und Bundespräsident Wilhelm Miklas erschien in der Festloge. Dazu kamen Führer des Heimatschutzes mit Bundesführer Ernst Rüdiger Starhemberg und Minister Emil Fey.
Dabei wurde auch erstmals das Kruckenkreuz als Symbol der Vaterländischen Front auf der Führerstandarte öffentlich gezeigt.
Um 17:45 Uhr erschien Dollfuß in der Uniform eines Kaiserschützen-Oberleutnants und begab sich durch ein in der Zuschauermenge gebildetes Spalier zur Tribüne mit dem Rednerpult. Nach ein paar einleitenden Worten durch VF-Geschäftsführer Otto Kemptner hielt Dollfuß seine Rede, die – immer wieder von Applaus unterbrochen – etwa eine Stunde dauerte.
Zentraler Fokus der Rede war die Ablehnung des Parteiensystems. Es war Dollfuß’ endgültige Hinwendung zum autoritären Staat, dem sogenannten austrofaschistischen Kurs. In der Rede kamen einige Rückbezüge auf die Vergangenheit vor, die teilweise sozialromantisch verklärt wurde. Als Gegenentwurf zum Klassenkampf wurde die Ständeordnung als Zusammenfassung von Arbeit und Kapital propagiert. In Andeutungen findet sich Kritik am Kapitalismus. Betont wurde auch die Selbstbestimmung Österreichs als deutscher Staat und die Bedeutung seiner Aufgabe für die Sicherung der deutschen Kultur.
Nach der Rede wurde erneut die Bundeshymne gesungen und zum Abmarsch Fackeln entzündet. Dollfuß führte den Zug zu Pferd in Richtung der Stadt an. Vor dem Äußeren Burgtor waren Tribünen für die Ehrengäste errichtet, zwischen den Tribünen ein hell erleuchtetes Türkenzelt. Vor diesem Zelt nahmen der Bundeskanzler und seine Begleiter die Defilierung der Menge ab.

## Inhalt der Rede
Dollfuß begann seine Rede mit der Erwähnung von zwei Jahrestagen: Die 500-Jahr-Feier des Stephansdoms als „Kunstwerk der christlichen deutschen Kultur“ und die 250-Jahr-Feier der Türkenbefreiung. Vom damaligen Verteidiger der Stadt, Ernst Rüdiger von Starhemberg schlug er den Bogen zu seinem gleichnamigen politischen Verbündeten, Heimatschutz-Bundesführer Starhemberg.
Er pries die ständische Ordnung in der Zeit von Prinz Eugen, in welcher es noch kein Aufstehen der Arbeiter gegen die Herren gegeben habe, wo Wirtschaft und Leben Einheit gewesen sei. Diese Zeit nannte er historisch inkorrekt Mittelalter, wie die sozialdemokratische Arbeiter-Zeitung süffisant bemerkte. Seit der Zeit der Französischen Revolution etwa sei diese harmonische Ordnung aus dem Gleichgewicht geraten, was zur Epoche des Marxismus und des Materialismus geführt habe. Die Menschheit sei wegen ihrer Erfolge in Wissenschaft und Technik hochmütig und größenwahnsinnig geworden. Dies habe die Katastrophe des Weltkriegs, und darauf folgend den wirtschaftlichen und seelischen Zusammenbruch zur Antwort gehabt. Dennoch sei es der „bodenständigen Bevölkerung gelungen zu verhüten, dass Materialismus und gottloser Marxismus die Alleinherrschaft“ in ihrer Heimat angetreten haben.
Am 4. März habe sich das Parlament selbst ausgeschaltet, es sei „an seiner eigenen Demagogie und Formalistik zugrunde gegangen. Dieses Parlament, eine solche Volksvertretung“ werde und dürfe nie wieder vorkommen.
Im Kampf gegen den Marxismus sei die nationalsozialistische Bewegung der Regierung in den Rücken gefallen, die in diesem Zweifrontenkrieg gezwungen worden sei, die Führung des Staates fest in die Hand zu nehmen. In wenigen Monaten hätte die Regierung mehr geschafft als zuvor in Jahren. So wäre die Währung gesichert, eine Inflation verhindert, die Arbeitslosigkeit sei zurückgegangen und Österreich sei ein internationales Fremdenverkehrsland geworden. In den Schulen würde Religion wieder gelehrt werden.
In einer zentralen Stelle listete Dollfuß auf, welche politischen Strömungen nun vorüber seien und was an ihre Stelle treten solle:

„Die Zeit des liberalen kapitalistischen Denkens, die Zeit liberaler kapitalistischer Gesellschafts- und Wirtschaftsordnung – sie ist vorüber. Die Zeit marxistischer Volksführung und Volksverführung ist vorüber. Die Zeit der Parteienherrschaft ist vorüber, wir lehnen Gleichschalterei und Terror ab. Wir wollen den sozialen, christlichen, deutschen Staat Österreich, auf ständischer Grundlage unter starker autoritärer Führung.“

Als Beispiel für berufsständische Zusammenarbeit führte Dollfuß den Bauern an, der mit den Knechten am gleichen Tisch aus der gleichen Schüssel die Suppe äße. Ein solches Zusammengehörigkeitsgefühl müsse im Volk wiedererweckt werden. Die Arbeiter-Zeitung hielt dem entgegen, dass der ehemalige Bundespräsident Michael Hainisch in seinem Buch Die Landflucht die Realität der Landarbeiter weit weniger rosig darstellte. Das Wohnen unter dem gemeinsamen Dach bedeutete für Knecht und Magd die Unmöglichkeit, einen eigenen Haushalt zu führen und eine eigene Familie zu gründen.
Zum Thema „Österreich als deutscher Staat“ meinte Dollfuß:

„Wir wollen den sozialen, christlichen deutschen Staat Österreich. Ja, wir sind so deutsch, so selbstverständlich deutsch, dass es als überflüssig vorkommt, dies eigens zu betonen. Wir haben deutsche Kultur in diesem christlichen Teil Mitteleuropas zu erhalten und in österreichischer Form für die christlich-deutsche Kultur zu gestalten. Wir überlassen das Urteil, wer schließlich dem Deutschtum besser gedient haben wird, nachkommenden Generationen.“

Schließlich charakterisierte er die Vaterländische Front:

„Die Vaterländische Front ist heute eine Bewegung, nicht eine Addition von zwei oder drei Parteien, oder Bewegungen, sondern eine eigene unabhängige große vaterländische Bewegung, die ihre Angehörigen verpflichtet, das Einigende zu betonen, das Trennende beiseite zu stellen und keiner Bewegung anzugehören, die den Klassen- oder Kulturkampf zum Ziele hat. So soll der Gedanke der Gemeinsamkeit von heute an hinausgehen und mit organisatorischer Gewalt über ganz Österreich dahingehen […] Die Zugehörigkeit zur Vaterländischen Front, das Tragen des gemeinsamen Abzeichens ist ein Bekenntnis des Willens zur Mitwirkung am Aufbau unserer Heimat auf christlicher und ständischer Grundlage, ist ein Willensbekenntnis zur Überwindung des Parteienstaates.“

Zum Ende der Rede drückte er seine Überzeugung aus, mit der gemeinsamen Aufgabe, die Fehler von 150 Jahren Geistesgeschichte gutzumachen und „auf neuen Wegen unserer Heimat ein neues Haus zu bauen“, einen höheren Auftrag zu erfüllen: „Gott will es!“

## Belege
1. ↑  Emmerich Tálos, Florian Wenninger: Das austrofaschistische Österreich 1933–1938 (= Politik und Zeitgeschichte. Band 10). Lit, Münster 2017, ISBN 978-3-643-50814-0, S. 45 (eingeschränkte Vorschau in der Google-Buchsuche).
2. ↑  Robert Kriechbaumer: Die großen Erzählungen der Politik. Politische Kultur und Parteien in Österreich von der Jahrhundertwende bis 1945 (= Schriftenreihe des Forschungsinstitutes für politisch-historische Studien der Dr.-Wilfried-Haslauer-Bibliothek, Salzburg. Band 12). Böhlau, Wien / Köln / Weimar 2001, ISBN 3-205-99400-0, S. 291.
3. 1 2  Irmgard Bärnthaler: Die Vaterländische Front. Geschichte und Organisation. Europa Verlag, Wien / Frankfurt / Zürich 1971, ISBN 3-203-50379-7 (formal falsch), S. 24.
4. 1 2 3 4 5 6 7 8 9 10 11  Die Kundgebung der Vaterländischen Front. In: Neue Freie Presse, 12. September 1933, S. 3–4 (online bei ANNO).
5. 1 2  Irmgard Bärnthaler: Die Vaterländische Front. Geschichte und Organisation. Europa Verlag, Wien / Frankfurt / Zürich 1971, ISBN 3-203-50379-7 (formal falsch), S. 27.
6. ↑  Emmerich Tálos: Das austrofaschistische Herrschaftssystem: Österreich 1933–1938 (= Politik und Zeitgeschichte. Band 8). 2. Auflage. LIT Verlag, Münster 2013, ISBN 978-3-643-50494-4, S. 70 f. (eingeschränkte Vorschau in der Google-Buchsuche).
7. ↑  Der Fackelzug der Vaterländischen Front. In: Neue Freie Presse, 12. September 1933, S. 4 (online bei ANNO).
8. ↑  Die Rede des Bundeskanzlers. In: Arbeiter-Zeitung, 12. September 1933, S. 2 (online bei ANNO).
9. ↑  „Berufsständische“ Pläne. In: Arbeiter-Zeitung, 12. September 1933, S. 1–2 (online bei ANNO).
10. ↑  Die überparteiliche Vaterländische Front. In: Reichspost, 12. September 1933, S. 3 (online bei ANNO).